# Peter Pan: La gran aventura
Peter Pan: La gran aventura (títol original en anglès: Peter Pan) és una pel·lícula de 2003 de fantasia i aventures produïda per Universal Pictures i dirigida per P.J. Hogan. Està basada en la pel·lícula de 1953, de The Walt Disney Company, però amb actors reals, fent una versió més moderna d'aquesta història. Ha estat doblada al català.
La melodia de la cançó "The Second Star to the Right" va ser escrita originalment per a Alícia al país de les meravelles.

## Argument
Wendy, John i Michael són tres germans que viuen a Londres i cada nit abans de dormir es diverteixen escoltant els contes que conta Wendy, la germana gran, sobre el Capità Garfi i la seva tripulació i de Peter Pan al País de Mai Més. Peter Pan que és un nen que mai creix i que pot volar, va cada nit a escoltar els contes de Wendy a la seva finestra sense que els tres nens ho sàpiguen, acompanyat de la seva inseparable companya, Campaneta, una fada. Una freda nit és descobert per la Wendy i aquesta l'hi demana que la porti al País de Mai Més, ja que no vol que la seva infància acabi ara que el seu pare la vol canviar d'habitació, perquè diu que ja és gran per dormir amb els seus germans i ja és hora que s'acabin els contes de nens petits. Wendy i els seus germans són portats volant al País de Mai Més i es veuen envoltats de nombroses aventures amb els nens perduts, els indis, el capità Garfi i els pirates. Tots tres no s'ho creuen, ja que sol havien sentit a parlar d'aquests personatges en els contes de la Wendy. En aquesta aventura finalment en Peter Pan descobrirà el que són els sentiments. El capità Garfi: és l'adversari malèfic principal de Peter Pan i és un dels més dolents de The Walt Disney Company. Fa temps, Peter Pan li va tallar la mà a Garfi i la va donar menjar a un cocodril, a aquest li va agradar tant el sabor del capità, que li segueix a tot arreu per menjar-se'l, i Garfi viu atemorit des de llavors. Per la qual cosa, com a venjança, Garfi vol acabar amb Peter Pan i els seus amics, els Nens Perduts. En les històries originals de Peter Pan, el Capità Garfi té el garfi a la mà dreta, encara que en les pel·lícules de Disney i la del 2003, té el garfi a la mà esquerra. Peter Pan: És un noi d'entre 11 i 14 anys que no vol créixer. Viu al País de Mai Més amb la fada Campaneta i els Nens Perduts. El seu major enemic és el Capità Garfi, qui vol acabar amb ell des que li va tallar la mà i se la va tirar de menjar al cocodril. Comença a tenir sentiments quan coneix a la Wendy.
La tripulació de Garfi: El senyor Smee és el seu primer oficial, és una mica atontadet però el capità sempre compta amb ell. Després està la resta dels pirates que viuen amb ell al vaixell.

## Repartiment
- Jeremy Sumpter com a Peter Pan
- Rachel Hurd-Wood com a Wendy Darling
- Ludivine Sagnier com a Campaneta
- Lynn Redgrave com a la Tieta Millicent
- Richard Briers com a Smee
- Olivia Williams com a la Sra. Darling
- Jason Isaacs com al Capità Garfi i Sr. Darling
- Harry Newell com a John Darling
- Freddie Popplewell com a Michael Darling

El mateix actor que dona vida al personatge Sr. Darling, pare dels tres nens, també dona vida al personatge del Capità Garfi.

## Crítica
- "Té les picades d'ull apropiat per a la platea infantil, però també els tocs actualitzats per a un altre tipus de públics. (...) Una versió que no pot ser considerada ni nonya ni inútil... Una cosa que, en el fons, aquest cronista li agraeix de cor."[3]
- "Mr. Hogan entén ambdós temes, i l'estil de la direcció és una perfecta barreja de meravellar amb amplitud i una lleugera malenconiosa sofisticació."[4]
- "Imbuïda en un grau de foscor psicològica més important que les versions anteriors."[5]